# Аникита (Ширинский-Шихматов)
Иеромона́х Аники́та (в миру — князь Серге́й Алекса́ндрович Шири́нский-Шихма́тов; 1783, Смоленская губерния — 7 [19] июня 1837 близ Афин, Греческое Королевство) — иеромонах Православной российской церкви, духовный и светский писатель, член Российской академии (1809), академик Императорской Академии наук. Брат П. А. Ширинского-Шихматова.

## Биография
Родился в 1783 году в имении Дерново Вяземского уезда Смоленской губернии в семье князя Александра Прохоровича Ширинского-Шихматова (1750—1793).
В 13 лет поступил в Морской кадетский корпус, через год был произведён в гардемарины. В конце 1800 года произведён в мичманы и определён в Учёный комитет при Адмиралтейств-коллегии. В 1804 году был перемещён из флота в Морской кадетский корпус, где был воспитателем до 1828 года; в 1808 году произведён в лейтенанты, затем определён в Гвардейский экипаж с оставлением в кадетском корпусе; в 1813 году был произведён в капитан-лейтенанты.
В 1811 году был приглашён инспектором в Царскосельский лицей, но отказался от предложения.
В 1809 году был избран действительным членом Российской академии, которая в 1817 году наградила его золотой медалью.
Был награждён орденом Св. Владимира 4-й степени.
В 1824 году был назначен членом Главного правления училищ с оставлением в прежних должностях.
При выходе в отставку 9 ноября 1827 года был произведён в капитаны 2-го ранга и награждён орденом Св. Георгия 4-й степени (№ 4112; 26.11.1827).
Отпустив на волю всех своих крепостных крестьян и похоронив свою мать, в начале 1828 года поселился в Юрьевом монастыре под Новгородом; 23 апреля 1829 года был определён в число братства, 25 марта 1830 года принял монашество и 30 марта был рукоположён епископом Тимофеем в иеродиакона, а 5 апреля — в иеромонаха. Вскоре ему была предложена степень архимандрита, от которой он постарался уклониться. Был почитателем архимандрита Фотия (Спасского), тогда архимандрита Юрьева монастыря.
В апреле 1832 года он получил разрешение на поездку в Иерусалим, но отправиться в путешествие смог только 5 мая 1834 года. На пути в Палестину, 3 июля прибыл в Воронеж, 8 августа  — в Одессу, где в это время началась эпидемия, которая задержала его дальнейший отъезд и он до 25 апреля 1835 года оставался в Успенском монастыре; 7 июня 1835 года прибыл на Афон и поселился в Ильинском скиту, где впоследствии заложил храм святителя Митрофана Воронежского. В Иерусалим он прибыл 10 сентября 1835 года, покинув его 7 апреля 1836 года, отправившись на Кипр, а затем на остров Патмос.
В августе 1836 года был назначен настоятелем церкви при Русской миссии в Афинах, но через год просил освободить его от должности. По пути на Афон из Афин, в Архангельском монастыре близ Афин, скончался 7 (19) июня 1837 года и там же был погребён 10 июня. Спустя несколько лет был перезахоронен в Ильинском скиту на Афоне.

## Литературная деятельность
Очень рано почувствовал склонность к поэзии; сначала писал басни, которые не были одобрены некоторыми известными писателями и ни одна из них не была напечатана. Обратившись к другим видам поэзии, Ширинский-Шихматов со дня открытия шишковской «Бесед любителей российского слова» принял деятельное участие в её трудах. Ему принадлежат:
- «Опыт о критике», сочинение Попа, перевод с английского (1806);
- «Пожарский, Минин, Гермоген, или Спасенная Россия» (1807);
- «Песнь российскому слову» (1809);
- «Пётр Великий. Лирическое песнопение в восьми песнях» (1810);
- «Ночь на гробах, подражание Юнгу» (1812);
- «Ночь на размышление. Стихотворение князя Сергея Шихматова, члена Императорской российской академии и беседы любителей русского слова»(1814);
- «Песнь сотворившему вся» (1817);
- «Иисус в Ветхом и Новом Заветах, или Ночь у креста» (1824).

Стихотворения его пользовались благоволением императора Александра I, пожаловавшего ему в 1812 году за литературную деятельность пожизненную пенсию в 1500 рублей. Переписка Ширинского-Шихматова с братом Платоном Александровичем (1781—1844) и «Дневник путешествия» опубликованы В. И. Жмакиным в журнале «Христианское чтение» за 1889—1890 годы.
Вильгельм Кюхельбекер писал о «Петре Великом» Ширинского-Шихматова:
…Поэт с дарованием необыкновенным, который … подарил нас двумя лирическими эпопеями, из коих одна должна назваться единственною … После Ломоносова и Кострова никто счастливее князя Шихматова не умел слить в одно целое наречия церковное и гражданское.